# PARA-SOL
『PARA-SOL』（パラソル）は、2010年7月23日にオービットのROOTブランドより発売されたアダルトゲーム。

## 登場人物
登場人物の苗字は茨城県に関係したものとなっている（茨城県常陸太田市藤田町、茨城県つくば市谷田部、茨城県ひたちなか市武田など）。
藤田 小次郎（ふじた こじろう）
主人公。
常に持ち歩いている黒い傘と右手につけた黒い手袋がトレードマークの青年。遠縁にあたる谷田部家に使用人として住み込み、乃愛や美海と同じ明鏡三葉学園に通うことになる。家族というものに強くこだわっており、家事などもすすんでするが料理は得意ではない。
谷田部 乃愛（やたべ のあ）
声 - 鮎川ひなた
お団子ヘアがトレードマークの学園のアイドル。学園では完全無欠で通っているが料理が苦手など不器用な部分があり、学園ではレイチェルにところどころサポートを受けている。妹思いで小次郎の奇行には敏感だが、一緒に暮らしていくうちに徐々に打ち解けるようになった。カピさんというメール友達がいる。
谷田部 美海（やたべ みう）
声 - 大波こなみ
乃愛の妹。普段はヘッドフォンを付けていることが多く物静かな性格をしている。田丸優芽が顧問をしている園芸部に所属していて、よく植物園で昼寝をしている。
藤田 のどか（ふじた のどか）
声 - 理多
主人公の従姉妹として谷田部家に使用人としてやってくる。家事全般を完璧にこなし、料理に関しては文句のつけようがないほど。普段は気さくな性格であるものの、性格が変わると主人公や美海に刃物をつきつけたり豹変する。が、彼女いわく「女の子は色んな顔を持っている」からとのこと。
谷田部 シャム（やたべ しゃむ）
声 - 守田羽糸
谷田部家の執事をして働いている少年。
田丸 優芽（たまる ゆめ）
声 - 星咲イリア
明鏡三葉学園の古文教師。園芸部の顧問でいつも植物園にいる。
武田 レイチェル（たけだ れいちぇる）
声 - 風音
主人公たちのクラスメイト、乃愛の親友。
竹内 桃太郎（たけうち ももたろう）
声 - 鷹取玲
主人公たちのクラスメイト。のどかに対して好意を持っている。
山国 兵武（やまぐに ひょうぶ）
声 - 魁皇楽
主人公たちのクラスメイト。
ジュリアン・モロー
声 - 竹田いづも
ミーシャ
声 - 五十鈴
リョーダ
声 - 一色ヒカル

## スタッフ
- シナリオ：宙形安久里
- 原画：CARNELIAN、天宮ぽらん
- 音楽：KIM's SOUNDROOM

## 主題歌
オープニングテーマ「Octave Rain」
歌 - ave;new feat.佐倉紗織 / 作詞、作曲、編曲 - a.k.a.dRESS（ave;new）
エンディングテーマ「エンジェリック・レイン」
作曲、編曲 - KIM's SOUNDROOM

## 関連商品

### CD
- PARA-SOL 主題歌CD「Octave Rain」（2010年2月19日発売）
- PARA-SOL ORIGINAL SOUNDTRACK（2010年7月23日発売）